# Einbecker Morgenpost
L’Einbecker Morgenpost est un journal quotidien publié à Einbeck, distribué dans le nord de l'arrondissement de Northeim.

## Histoire
Le journal Einbecksches Wochenblatt paraît en 1810 aux côtés d'autres journaux indépendants : Einbecker Allgemeine, Einbecker Zeitung, Einbecker Neueste Nachrichten, Südhannoversche Zeitung et Dasseler Zeitung.
L'éditeur de l’Einbecker Morgenpost est la maison d'édition Heinrich Rüttgerodt GmbH & Co. KG basée au Marktplatz Einbeck, après la première publication de l'Einbecksche Wochenblatt par un éditeur nommé Ehlers. Le rétablissement après la Seconde Guerre mondiale a lieu en 1949 après la fin de l'obligation de licence.
L’Einbecker Morgenpost est également publié par des éditeurs de journaux du nord-ouest de l'Allemagne. Il utilise la même typographie que le Hannoversche Allgemeine Zeitung.